# ミッシェル・シュタイシェン
ミッシェル・Ａ・シュタイシェン（音訳：斯定筌、秋庭紫苑、須田井飛燕、洲庭泉、捨井芝園、Michael A. Steichen、1857年12月17日 - 1929年7月26日）は、フランスの神父。パリ外国宣教会に所属していた。姓はスタイシエン、ステシエンとも書かれる。盛岡、築地、静岡、麻布、横浜で布教活動を行う傍ら、雑誌編集長を務め、さらにキリシタン研究者として著作を発表した。

## 生涯
1857年12月17日ルクセンブルクのデュドランジュで誕生。幼年時代は、祖国ルクセンブルクあるいは一部の家族の居住地であった、フランスのシャーロン・シュル・マルヌ市で過ごした。初め実業家を志し、ドイツ語、フランス語の他にさらに英語を学ぶためにロンドンに留学。22歳の頃、宣教師に志望変更し、イッシーの小共同会で数年間ラテン語を学び、聖職に就く準備をした後、パリ外国宣教会に入会し、同会の神学校で4年学び、1886年（明治19年）9月26日、司祭に叙階。1887年（明治20年）に日本へ宣教師として派遣され、同年1月18日に日本に到着。岩手県盛岡、築地神学校を経て、1891年（明治24年）静岡に赴任。1896年（明治29年）に麻布に転任。1905年（明治38年）伝道資金募集のため欧米各国に派遣される。1907年（明治40年）築地に帰り、1908年（明治41年）横浜若葉町教会主任に就任。1909年（明治42年）聖心女子学院付き司祭となり、1911年（明治44年）には雑誌「聲」の編集長となる。1918年（大正7年）築地神学校長及び築地教会主任司祭を兼任することとなり、勤務の傍らキリシタン研究に没頭したが、1923年（大正13年）関東大震災により蒐集してきた日本切支丹史の資料を失う。こののち、しばらく体調不良。震災後関口教会に避難。1928年（明治3年）本郷上富士前教会主任となる。健康を害し、関口教会で静養に努めたが、1929年（昭和4年）7月26日、本郷教会において死去。没後、1930年（昭和5年）『切支丹大名記』を刊行。なお、機関誌「聲」編集作業の傍ら、執筆にも精を出し「秋庭紫苑」、「須田井飛燕」、「洲庭泉」、「捨井芝園」などのペンネームで作品を発表していた。

## 著書
- 耶蘇基督真蹟考 岩崎重雄、1897[注釈 1]
- 聖人傳 武市誠太郎、1903[注釈 2]
- 英文 切支丹大名 1903
- 仏文 切支丹大名 訂正増補版 香港外国宣教会、1904
- 大震災ト死ノ思想 ステシエン、1923[注釈 3]
- 切支丹大名史 エメ・ヴィリヨン訳 三才社、1929 ビリヨン、1929[注釈 4]
- 切支丹大名記 吉田小五郎訳 大岡山書店、1930
  - 吉田小五郎 訳『キリシタン大名』乾元社、1952年11月20日。NDLJP:2941440。(要登録)[注釈 5]